# 小澤竜心
小澤 竜心（おざわ りゅうしん、2004年〈平成16年〉12月13日 - ）は、日本のダンサー、元子役。
秋田県出身。CULEN所属。『Let's天才てれびくん』・『天才てれびくんYOU』のてれび戦士（出演期間2014年度 - 2018年度）として知られる。

## 人物
保育園の時にスポーツチャンバラ 護心館不動塾東陽支部に入塾、スポーツチャンバラ大会での優勝経験を持つ。
特技はダンス、少林寺拳法。好きな物は歌舞伎であり、隈取をした役者が、大きく見得を切る所が最高で、思わず真似をしてしまう程だという。
「竜心」という名前は、「竜のような強さと、優しい心を持った人になるように」と父が考案し、母と一緒に決定してくれたという。
2025年3月10日、昨秋より株式会社CULENに参画していたことを正式発表。

## 出演

### 舞台
- 音楽劇「二十四の瞳」（2012年） - 子どもたち（小1） 役[7]
- 松竹歌舞伎・新橋演舞場「伊達の十役」（2012年8月） - 禿 役
- 国立劇場「塩原多助一代記」（2012年10月） - 浪人塩原角右衛門一子多助 役[8]
- 籠釣瓶花街酔醒（2012年12月） - 小按摩 役
- 大歌舞伎「新皿屋舗月雨暈:魚屋宗五郎」（2013年2月） - 丁稚 役
- 歌舞伎座「寺子屋」（2013年5月）- 万吉 役
- 歌舞伎座公演「加賀見山再岩藤（四幕目）」（2013年7月） - いじめっ子・竹次 役
- 国立劇場「一谷嫩軍記」（2013年10月） - 遠見の熊谷 役[8]
- 明治座花形歌舞伎 昼の部「瞼の母」（2013年11月）
- 歌舞伎座「天満宮菜種御供(時平の七笑)」（2014年1月） - 手習いの童 役
- 平成中村座「陽春大歌舞伎」昼の部「勧進帳」（2015年） - 太刀持ち 役
- 歌舞伎座 松竹創業120周年「八月納涼歌舞伎」第三部「祇園恋づくし」（2015年） - 丁稚・和吉 役
- 日本橋公会堂「第三回市川猿紫舞踊会」長唄「春興鏡獅子」（2016年10月） - 胡蝶の精 役[9]
- 日本青年館「多重露光」（2023年10月） - 実 役（杉田雷麟とダブルキャスト）[10]
- ヴェニスの商人（2024年12月 - 2025年1月） - ロレンゾー 役[11]

### CM
- 西松屋（2011年）

### テレビドラマ
- 終幕のロンド -もう二度と、会えないあなたに-（2025年10月〈予定〉 - 、関西テレビ・フジテレビ） - 高橋碧 役[12]

### その他のテレビ番組
- 美の巨人たち（テレビ東京） - 再現ドラマ
  - 松岡映丘「千草の丘」（2011年10月29日）
  - 狩野内膳「南蛮屏風」（2012年1月7日）
- CDTV ライブ! ライブ!（TBSテレビ） - ダンサー
  - Sexy Zone「Purple Rain」（2023年6月5日）
- 第74回NHK紅白歌合戦（NHK総合 他） - ダンサー
  - Mrs. GREEN APPLE「ダンスホール」（2023年12月31日）

### バラエティ番組
- 天才てれびくんシリーズ（NHK Eテレ） - てれび戦士
  - Let's天才てれびくん（2014年3月31日 - 2017年3月30日）
  - 天才てれびくんYOU（2017年4月3日 - 2019年3月28日）
- 行列のできる法律相談所（日本テレビ） - 再現ドラマ
  - Matt幼少期 役（2019年8月18日）
- まつもtoなかい（フジテレビ） - ダンサー
  - SNGダンサーズ（2023年4月30日）

### MV
- RADWIMPS「人間ごっこ」（2022年7月22日）
- DAISUKE「愛は確かに」（2022年10月24日）